# Ivica Olić
Ivica Olić (phát âm [îʋitsa ǒːlitɕ]; sinh ngày 14 tháng 9 năm 1979) là một cựu cầu thủ bóng đá Croatia hiện đang là trợ lý huấn luyện viên đội tuyển bóng đá quốc gia Croatia. Trong sự nghiệp cầu thủ của mình, anh từ phục vụ cho các câu lạc bộ Hamburger SV, VfL Wolfsburg, và Bayern München và cho Đội tuyển bóng đá quốc gia Croatia. Olić chủ yếu đá ở vị trí tiền đạo cắm nhưng anh cũng có thế đá dạt cánh.
Olić góp mặt cùng Bayern München trong hai trận chung kết UEFA Champions League vào các năm 2010 và 2012. Anh cùng đội tuyển Croatia dự ba kỳ World Cup vào các năm 2002, 2006 và 2014 – và hai kỳ Euro – vào các năm 2004 và 2008. Anh có trận đấu thứ 100 cho đội tuyển vào ngày 16 tháng 11 năm 2014, trước khi giã từ đội tuyển quốc gia năm 2015.

## Sự nghiệp câu lạc bộ

### Giai đoạn đầu
Olic được sinh ra và lớn lên ở thị trận Davor gần Nova Gradiška, Croatia. Anh bắt đầu chơi cho đội bóng địa phương NK Marsonia vào năm 1996, và có hai mùa giải thành công ở đó trước khi anh tới chơi cho Hertha BSC Berlin vào năm 1998. Anh không có nhiều cơ hội chơi ở đó và trở lại Marsonia mùa giải sau đó.
Sau những mùa giải thành công nữa cùng Marsonia - ở mùa giải 2000-01, anh ghi 17 bàn trong 29 trận. Vào năm 2001, anh chuyển tới NK Zagreb nơi anh ghi 21 bàn trong 28 trận và giúp đội bóng vô địch quốc gia. Ở mùa giải sau đó, anh chuyển tới Dinamo Zagreb, nơi anh ghi 16 bàn trong 27 trận, và trở thành tiền đạo số 1 giải vô địch quốc gia Croatia.

### CSKA Moscow
Vào năm 2003, Olic được PFC CSKA Moscow mua về. Phong độ của anh lập tức thăng tiến, vào năm 2005, anh đóng góp 10 bàn. Cùng CSKA Moscow, anh vô địch cúp UEFA vào năm 2005, vô địch quốc gia Nga 3 lần (2003,2005 và 2006), hai lần vô địch cúp quốc gia Nga (2005,2006) và 2 lần vô địch Siêu cúp Nga (2004, 2006).

### Hamburg
Vào tháng 1 năm 2007, Olic chuyển tới Hamburger SV, chơi trận đấu đầu tiên ở Bundesliga gặp Energie Cottbus vào ngày 31 tháng 1. Anh được ký hợp đồng bởi Hamburg đang ở trong khủng hoảng tồi tệ, kết thúc giai đoạn lượt đi ở vị trí xuống hạng. Cuối cùng mọi chuyện đã thay đổi, và Hamburg về đích ở vị trí thứ 7, và có cơ hội dự Intertoto Cup, giải đấu mà họ đã vô địch. Anh ghi 2 bàn trong trận đấu cuối cùng của Bundesliga 2006-07 gặp Alemannia Aachen trong chiến thắng 4-0. Vào tháng 10 năm 2007, Olic ghi một cú hattrick trong trận đấu ở Bundesliga gặp VfB Stuttgart để giúp Hamburg thắng 4-1. Anh là cầu thủ đầu tiên trong lịch sử đội bóng ghi 3 bàn trong một hiệp đấu.
Olic đã thi đấu rất thành công trong chức vô địch Emirates Cup 2008 cùng Hamburg, với hai bàn thắng vào hiệp phụ trước Juventus để nâng số điểm của đội bóng lên. Anh chơi trận cuối cùng cho Hamburg một cách rất thành công. Trong trận đó, anh đã mặc một chiếc áo với dòng chữ "Danke fans" ("cảm ơn các cổ động viên") như một lời tri ân với các fans.

### Bayern München
Vào ngày 3 tháng 1 năm 2009, Olic ký bản hợp đồng 3 năm với Bayern München. Anh gia nhập đội bóng theo dạng tự do vào ngày 1 tháng 7 năm 2009. Ban đầu, anh được đưa về với mục đích là sự thay thế cho bộ đôi Miroslav Klose và Mario Gómez, nhưng do chấn thương và những vấn đề về thể lực, anh bắt đầu được sử dụng như sự lựa chọn số 1. Vào ngày 8 tháng 8, trong trận ra mắt Bayern, anh ghi bàn mở tỉ số trong trận gặp TSG 1899 Hoffenheim trong trận hoà 1-1 và nhanh chóng được các fans ưa thích. Anh đạt đến một tầm cao mới sau khi ghi bàn thắng ở tứ kết Cúp C1 2010 (lượt đi) vào lưới Manchester United ở phút bù giờ, để đưa Bayern dẫn 2-1. Anh ũng ghi bàn mở tỉ số ở trận lượt về, nhưng là để rút ngắn tỉ số xuống còn 3-1. Trận đấu kết thúc với tỉ số 3-2. Tuy nhiên, Bayern vẫn được vào vòng trong nhờ luật bàn thắng sân khách. Anh ghi cú hattrick đầu tiên cho đội bóng vùng Bavaria gặp Olympique Lyonnais ở trận lượt về bán kết cúp C1 vào ngày 27 tháng 4 năm 2010. Sự đa năng của anh giúp anh có thể ghi bàn theo nhiều cách: một bàn bằng chân phải, một bằng chân trái và một bằng đầu, mặc dù đầu anh đã bị thương trong trận đấu gặp Borussia Mönchengladbach vào ngày 24 tháng 4 năm 2010. Trận thắng Lyon giúp họ có xuất dự trận chung kết Cúp C1 ở Madrid vào ngày 22 tháng 5 năm 2010 gặp Inter Milan.

## Thi đấu quốc tế
Olic là thành viên đội tuyển bóng đá quốc gia Croatia dự World Cup 2002 giải đấu mà anh tham dự 2 trận và ghi 1 bàn, nhưng đó là bàn thắng quan trọng vào lưới Ý giúp Croatia thắng 2-1. Ngay sau ghi bàn thắng, Olic công bố bức ảnh của đứa con trai vừa ra đời ở áo trong của anh. Anh được nhớ là không thể mặc lại chiếc áo của anh vào, khi chất liệu trở nên rối trong khi anh ăn mừng bàn thắng. Olic cũng chơi 3 trận cho Croatia ở giải vô địch bóng đá châu Âu 2004 và 2 trận ở World Cup 2006.
Vào tháng 9 năm 2006, Olic bị loại ra khỏi đội tuyển Croatia do đi chơi khuya cùng 2 đồng đội Darijo Srna và Boško Balaban.
Olic được chọn là cầu thủ xuất sắc nhất trận đấu trong trận đấu cuối cùng ở vòng loại khi Croatia đánh bại Anh 3-2. Anh trở nên nổi tiếng sau khi ghi bàn thắng thứ hai của trận đấu, đưa Croatia dẫn lên 2 bàn và khiến Anh không thể tham dự Euro 2008. Huấn luyện viên tuyển Anh Steve McClaren bị sa thải sau kết quả này.
Olic được gọi vào đội tuyển Croatia cho Euro 2008. Vào ngày 12 tháng 6, anh ghi bàn ở phút 62 trong trận gặp Đức ở loạt trận thứ hai của bảng B giúp Croatia thắng 2-1. Anh được cho nghỉ ở loạt trận cuối do họ đã chắc chắn vào vòng trong. Chiến thắng của Croatia trước đội tuyển bóng đá quốc gia Ba Lan giúp Croatia có thành tích 3 trận thắng tuyệt đối ở vòng bảng Euro 2008. Vào ngày 15 tháng 6, theo nhà tài trợ Castrol Index, anh là cầu thủ nhanh nhất Euro 2008.
Olic cũng được triệu tập cho vòng loại World Cup 2010. Anh đóng góp 3 bàn trong 8 trận, nhưng Croatia không giành được vé dự World Cup.

## Danh hiệu
NK Zagreb
- Giải vô địch quốc gia Croatia: 2002

Dinamo Zagreb
- Giải vô địch quốc gia Croatia: 2003

CSKA Moscow
- Giải vô địch quốc gia Nga: 2003, 2005, 2006
- Cúp quốc gia Nga: 2005, 2006
- Cúp UEFA: 2005

FC Bayern München
- Bundesliga: 2010
- DFB-Pokal: 2010

Giải thưởng cá nhân
- Cầu thủ xuất sắc nhất năm của bóng đá Croatia: 2009
- Cầu thủ xuất sắc nhất giải vô địch Croatia: 2002, 2003

## Thống kê

### Câu lạc bộ
Tính đến ngày 28 tháng 11 năm 2016
| Câu lạc bộ          | Câu lạc bộ          | Câu lạc bộ          | Giải đấu | Giải đấu | Cup  | Cup | Châu lục | Châu lục | Khác | Khác | Tổng cộng | Tổng cộng |
| Câu lạc bộ          | Giải đấu            | Mùa giải            | Trận     | Bàn      | Trận | Bàn | Trận     | Bàn      | Trận | Bàn  | Trận      | Bàn       |
| ------------------- | ------------------- | ------------------- | -------- | -------- | ---- | --- | -------- | -------- | ---- | ---- | --------- | --------- |
| Marsonia            | 1996–97             | Prva HNL            | 9        | 0        |      |     | —        | —        | —    | —    |           |           |
| Marsonia            | 1997–98             | Druga HNL           | 24       | 9        |      |     | —        | —        | —    | —    |           |           |
| Marsonia            | 1998–99             | Treća HNL           | 9        | 8        |      |     | —        | —        | —    | —    |           |           |
| Marsonia            | Tổng cộng           | Tổng cộng           | 42       | 17       |      |     | —        | —        | —    | —    | 42        | 17        |
| Hertha BSC          | 1998–99             | Bundesliga          | 2        | 0        | 1    | 0   | —        | —        | —    | —    | 3         | 0         |
| Marsonia            | 1999–2000           | Druga HNL           | 13       | 4        |      |     | —        | —        | —    | —    |           |           |
| Marsonia            | 2000–01             | Prva HNL            | 29       | 17       |      |     | —        | —        | —    | —    |           |           |
| Marsonia            | Tổng cộng           | Tổng cộng           | 42       | 21       |      |     | —        | —        | —    | —    | 42        | 21        |
| Marsonia            | Tổng cộng Marsonia  | Tổng cộng Marsonia  | 84       | 38       |      |     | —        | —        | —    | —    | 84        | 38        |
| NK Zagreb           | 2001–02             | Prva HNL            | 28       | 21       |      |     |          |          |      |      |           |           |
| Dinamo Zagreb       | 2002–03             | Prva HNL            | 27       | 16       |      |     | 4        | 3        | 1    | 0    |           |           |
| CSKA Moscow         | 2003                | Premier League      | 10       | 7        | 2    | 1   | 0        | 0        | —    | —    | 12        | 8         |
| CSKA Moscow         | 2004                | Premier League      | 24       | 9        | 3    | 1   | 15       | 0        | 1    | 0    | 43        | 10        |
| CSKA Moscow         | 2005                | Premier League      | 20       | 10       | 5    | 1   | 0        | 0        | —    | —    | 25        | 11        |
| CSKA Moscow         | 2006                | Premier League      | 24       | 9        | 5    | 2   | 8        | 3        | 1    | 0    | 38        | 14        |
| CSKA Moscow         | Tổng cộng           | Tổng cộng           | 78       | 35       | 15   | 5   | 23       | 3        | 2    | 0    | 118       | 43        |
| Hamburger SV        | 2006–07             | Bundesliga          | 15       | 5        | 0    | 0   | 0        | 0        | —    | —    | 15        | 5         |
| Hamburger SV        | 2007–08             | Bundesliga          | 32       | 14       | 4    | 2   | 14       | 2        | —    | —    | 50        | 18        |
| Hamburger SV        | 2008–09             | Bundesliga          | 31       | 10       | 5    | 6   | 14       | 9        | —    | —    | 50        | 25        |
| Hamburger SV        | Tổng cộng           | Tổng cộng           | 78       | 29       | 9    | 8   | 28       | 11       | —    | —    | 115       | 48        |
| Bayern Munich       | 2009–10             | Bundesliga          | 29       | 11       | 2    | 1   | 10       | 7        | —    | —    | 41        | 19        |
| Bayern Munich       | 2010–11             | Bundesliga          | 6        | 0        | 1    | 0   | 2        | 0        | 1    | 0    | 10        | 0         |
| Bayern Munich       | 2011–12             | Bundesliga          | 20       | 2        | 4    | 0   | 5        | 2        | —    | —    | 29        | 4         |
| Bayern Munich       | Tổng cộng           | Tổng cộng           | 55       | 13       | 7    | 1   | 17       | 9        | 1    | 0    | 80        | 23        |
| VfL Wolfsburg       | 2012–13             | Bundesliga          | 32       | 9        | 5    | 4   | —        | —        | —    | —    | 37        | 13        |
| VfL Wolfsburg       | 2013–14             | Bundesliga          | 32       | 14       | 5    | 1   | —        | —        | —    | —    | 37        | 15        |
| VfL Wolfsburg       | 2014–15             | Bundesliga          | 14       | 5        | 1    | 0   | 5        | 0        | —    | —    | 20        | 5         |
| VfL Wolfsburg       | Tổng cộng           | Tổng cộng           | 78       | 28       | 11   | 5   | 5        | 0        | —    | —    | 94        | 33        |
| Hamburger SV        | 2014–15             | Bundesliga          | 16       | 2        | 0    | 0   | —        | —        | 2    | 0    | 18        | 2         |
| Hamburger SV        | 2015–16             | Bundesliga          | 9        | 0        | 1    | 1   | —        | —        | —    | —    | 10        | 1         |
| Hamburger SV        | Tổng cộng           | Tổng cộng           | 25       | 2        | 1    | 1   | —        | —        | 2    | 0    | 28        | 3         |
| Hamburger SV        | Tổng cộng Hamburg   | Tổng cộng Hamburg   | 103      | 31       | 10   | 9   | 28       | 11       | 2    | 0    | 143       | 51        |
| 1860 Munich         | 2016–17             | 2. Bundesliga       | 11       | 3        | 1    | 0   | —        | —        | —    | —    | 12        | 3         |
| Tổng cộng sự nghiệp | Tổng cộng sự nghiệp | Tổng cộng sự nghiệp | 466      | 185      | 45   | 20  | 77       | 26       | 6    | 0    | 594       | 231       |

### Đội tuyển quốc gia
Tính đến ngày 6 tháng 9 năm 2015.
| Đội tuyển Croatia | Đội tuyển Croatia | Đội tuyển Croatia |
| Năm               | Trận              | Bàn               |
| ----------------- | ----------------- | ----------------- |
| 2002              | 9                 | 2                 |
| 2003              | 9                 | 2                 |
| 2004              | 10                | 2                 |
| 2005              | 4                 | 0                 |
| 2006              | 10                | 0                 |
| 2007              | 8                 | 3                 |
| 2008              | 12                | 2                 |
| 2009              | 6                 | 2                 |
| 2010              | 5                 | 1                 |
| 2011              | 3                 | 1                 |
| 2012              | 4                 | 0                 |
| 2013              | 9                 | 1                 |
| 2014              | 11                | 3                 |
| 2015              | 4                 | 1                 |
| Tổng cộng         | 104               | 20                |

#### Bàn thắng quốc tế
Scores and results list Croatia's goal tally first.
| #   | Ngày                 | Địa điểm                                        | Đối thủ              | Bàn thắng | Kết quả | Giải đấu                 |
| --- | -------------------- | ----------------------------------------------- | -------------------- | --------- | ------- | ------------------------ |
| 01. | 17 tháng 4 năm 2002  | Sân vận động Maksimir, Zagreb, Croatia          | Bosna và Hercegovina | 1 – 0     | 2 – 0   | Giao hữu                 |
| 02. | 8 tháng 6 năm 2002   | Sân vận động bóng đá Kashima, Kashima, Nhật Bản | Ý                    | 1 – 1     | 2 – 1   | World Cup 2002           |
| 03. | 30 tháng 4 năm 2003  | Sân vận động Råsunda, Stockholm, Thụy Điển      | Thụy Điển            | 0 – 1     | 1 – 2   | Giao hữu                 |
| 04. | 11 tháng 10 năm 2003 | Sân vận động Maksimir, Zagreb, Croatia          | Bulgaria             | 1 – 0     | 1 – 0   | Vòng loại Euro 2004      |
| 05. | 29 tháng 5 năm 2004  | Sân vận động Kantrida, Rijeka, Croatia          | Slovakia             | 1 – 0     | 1 – 0   | Giao hữu                 |
| 06. | 5 tháng 6 năm 2004   | Sân vận động Parken, Copenhagen, Đan Mạch       | Đan Mạch             | 0 – 2     | 1 – 2   | Giao hữu                 |
| 07. | 16 tháng 10 năm 2007 | Sân vận động Kantrida, Rijeka, Croatia          | Slovakia             | 1 – 0     | 3 – 0   | Giao hữu                 |
| 08. | 16 tháng 10 năm 2007 | Sân vận động Kantrida, Rijeka, Croatia          | Slovakia             | 3 – 0     | 3 – 0   | Giao hữu                 |
| 09. | 21 tháng 11 năm 2007 | Sân vận động Wembley, London, Anh               | Anh                  | 0 – 2     | 2 – 3   | Vòng loại Euro 2008      |
| 10. | 12 tháng 6 năm 2008  | Hypo-Arena, Klagenfurt, Áo                      | Đức                  | 2 – 0     | 2 – 1   | Euro 2008                |
| 11. | 15 tháng 10 năm 2008 | Sân vận động Maksimir, Zagreb, Croatia          | Andorra              | 2 – 0     | 4 – 0   | Vòng loại World Cup 2010 |
| 12. | 12 tháng 8 năm 2009  | Sân vận động Dinamo, Minsk, Belarus             | Belarus              | 0 – 1     | 1 – 3   | Vòng loại World Cup 2010 |
| 13. | 12 tháng 8 năm 2009  | Sân vận động Dinamo, Minsk, Belarus             | Belarus              | 1 – 3     | 1 – 3   | Vòng loại World Cup 2010 |
| 14. | 3 tháng 9 năm 2010   | Sân vận động Skonto, Riga, Latvia               | Latvia               | 0 – 2     | 0 – 3   | Vòng loại Euro 2012      |
| 15. | 11 tháng 11 năm 2011 | Türk Telekom Arena, Istanbul, Thổ Nhĩ Kỳ        | Thổ Nhĩ Kỳ           | 0 – 1     | 0 – 3   | Vòng loại Euro 2012      |
| 16. | 22 tháng 3 năm 2013  | Sân vận động Maksimir, Zagreb, Croatia          | Serbia               | 2 – 0     | 2 – 0   | Vòng loại World Cup 2014 |
| 17. | 5 tháng 3 năm 2014   | AFG Arena, St. Gallen, Thụy Sĩ                  | Thụy Sĩ              | 1 – 1     | 2 – 2   | Giao hữu                 |
| 18. | 5 tháng 3 năm 2014   | AFG Arena, St. Gallen, Thụy Sĩ                  | Thụy Sĩ              | 2 – 2     | 2 – 2   | Giao hữu                 |
| 19. | 18 tháng 6 năm 2014  | Arena da Amazônia, Manaus, Brasil               | Cameroon             | 1 – 0     | 4 – 0   | World Cup 2014           |
| 20. | 28 tháng 3 năm 2015  | Sân vận động Maksimir, Zagreb, Croatia          | Na Uy                | 3 – 0     | 5 – 1   | Vòng loại Euro 2016      |

## Cuộc sống ngoài đời
Olic có hai con trai lên Luka và Antonio. Không giống với nhiều đồng đội khác, anh tránh giới báo chí và giữ một cuộc sống bình dị.